# Bomba dymna 10 kg G wz. 34
Bomba dymna 10 kg G wz. 34 – polska bomba dymna wagomiaru 10 kg skonstruowana w latach 1934–1936. Wprowadzona do uzbrojenia w 1937 roku, ale nie produkowana seryjnie z uwagi na rezygnację z użycia tak lekkich bomb dymnych i skoncentrowanie się na wdrożeniu do produkcji cięższej bomby dymnej wagomiaru 50 kg. 
Bomba wz. 34 miała cylindryczny korpus wypełniony chlorkiem(IV) cyny lub kwasem chlorosulfonowym. W przedniej części korpusu znajdowała się głowica z otworem zapalnika. Substancja dymotwórcza była rozpraszana przez wybuch 185-200 g trotylu.